# Robert Laurent-Vibert
Pour les articles homonymes, voir Vibert.
Robert Laurent-Vibert, né le 14 mars 1884 à Saint-Genix-d'Aoste et mort le 27 avril 1925 à Lyon, est un historien et un industriel français.

## Biographie

### L'enfant
Robert Laurent est né le 14 mars 1884 sur l’ancienne commune de Saint-Genix-sur-Guiers (maintenant dénommée Saint-Genix-les-Villages). Alors qu’il est âgé de 3 ans, avec son frère aîné, il accompagne ses parents en Guyane pour suivre la mutation professionnelle de son père. Malheureusement, l’acclimatation tropicale est difficile et la famille revient rapidement en Savoie. Robert perd successivement sa mère en 1892 et son père en 1894. Orphelin à 10 ans, il est confié aux soins de sa marraine et de son mari (Joséphine et François Vibert). À la suite de son adoption officielle par sa nouvelle famille, il s’appelle désormais Robert Laurent-Vibert.

### L'étudiant

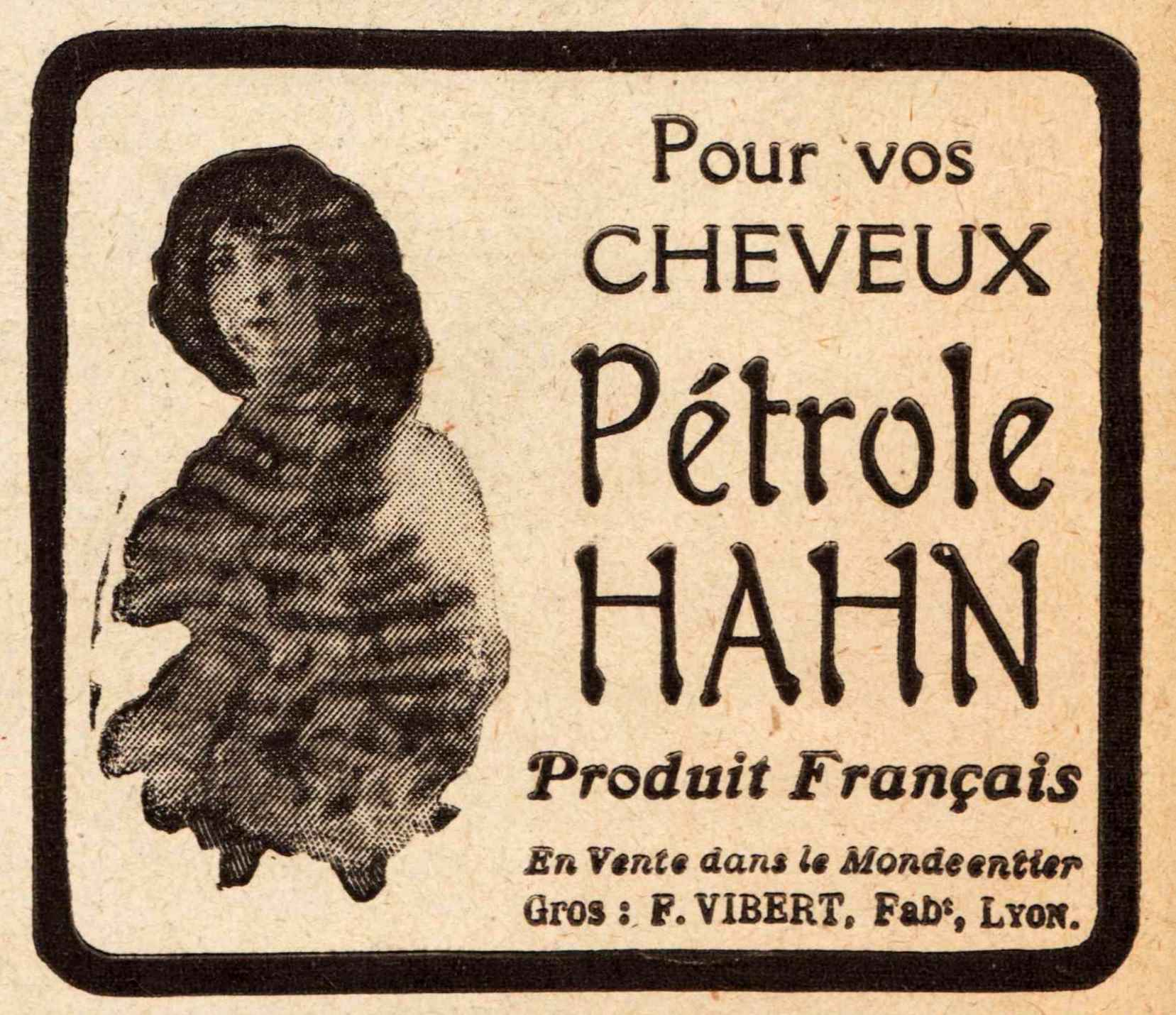
Société Pétrole HAHN développée par Robert Laurent-Vibert.

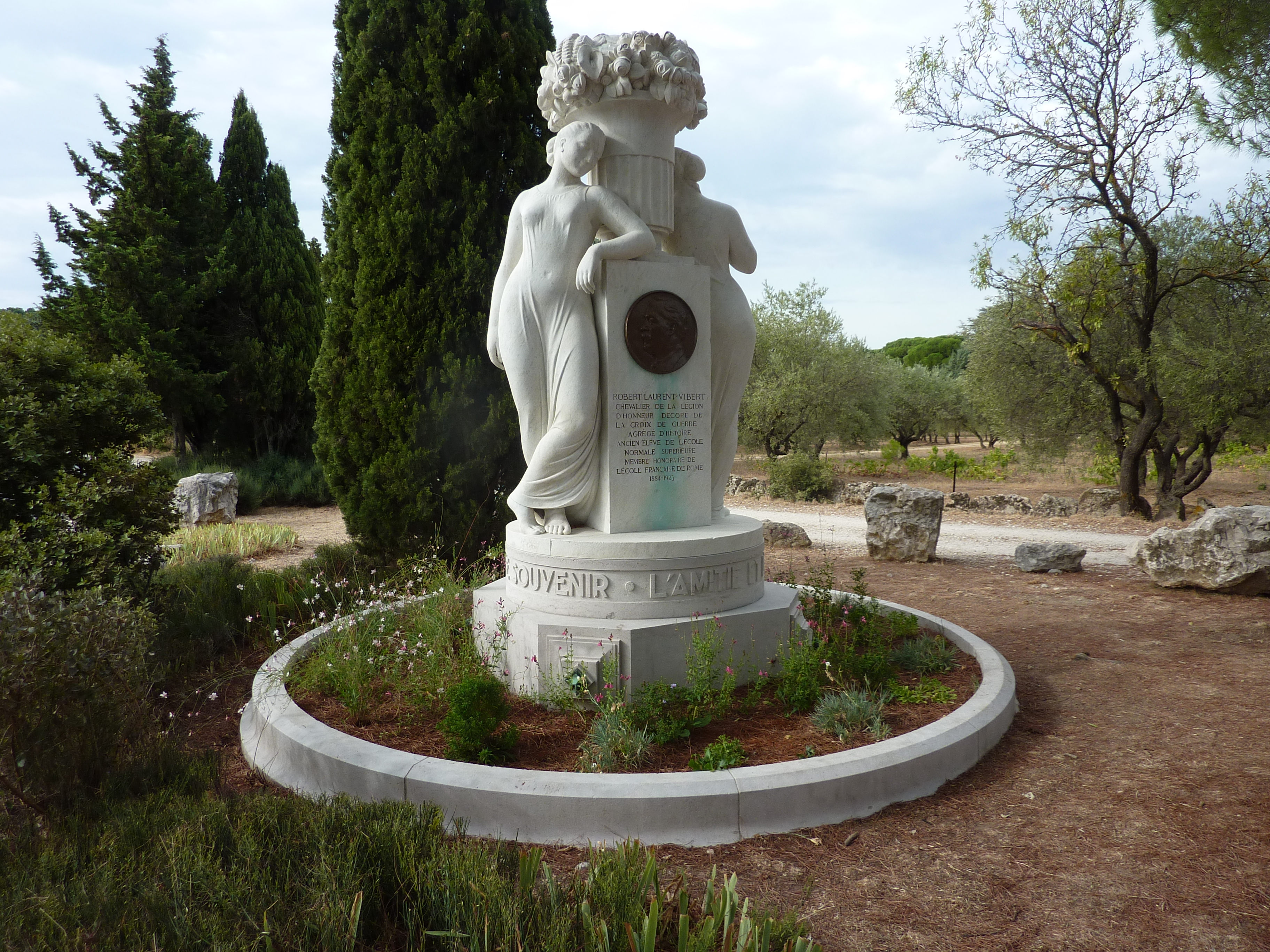
Statue dédiée à Robert Laurent-Vibert au château de Lourmarin.

Il se révèle un élève brillant, enchainant l’école Ozanam (Lyon) puis le lycée Ampère où il reçoit les cours de rhétorique de Édouard Herriot qui développe son attirance pour les lettres. Il récolte le deuxième prix du concours général de 1901 et le prix d’Honneur du concours général de rhétorique en 1902.
Il choisit de poursuivre sa scolarité à l'École normale supérieure et non à l’École polytechnique comme l’auraient souhaité ses parents. Il en sort agrégé d’histoire en 1907 au rang de 4e à l'âge de 23 ans. Il entre alors à l’École française de Rome jusqu’en 1909. Pendant ce séjour, il se lie d’amitié avec Pierre Bourdon avec lequel il procède au relevé du Palais Farnèse, André Piganiol et Henri Focillon. Il s'implique aussi dans des fouilles archéologiques, d'abord dans la région de Minturnes située entre Naples et Rome en compagnie d’André Piganiol, puis en Sicile ou en Tunisie (Haïdra). Chaque campagne fait l’objet d’une publication.
Il est ensuite nommé professeur d'histoire au lycée Rouget-de-Lisle à Lons-le-Saunier où il exerce brièvement (avril 1910 - juin 1911). Durant son séjour dans le Jura, il intègre la Société d'émulation du Jura, parrainé par E. Monot (son collègue au lycée de garçons de Lons) et par l'abbé Perrod (aumônier du même lycée). Il y siège en tant que membre résidant au chef-lieu (1910-1917) puis correspondant (1918-1923)
Il est également membre en 1921 de la Société historique, archéologique et littéraire de Lyon.

### Le soldat
Mobilisé en 1914 en tant que sous-lieutenant au sein du 22e Régiment d'Artillerie. Il connait là les guerres de tranchées étant chargé de commander un bataillon de 230 poilus et de défendre 450m de ligne de front. Sa conduite héroïque lors d'une attaque au lieu-dit Bois-Etoilé (région amiénoise) lui vaut d’être décoré de la Croix de guerre dès novembre 1914 mais il est blessé par deux fois. En 1915, il est promu lieutenant. Une explosion d'obus proche de son campement lui cause de multiples blessures ce qui lui vaut une nouvelle citation militaire le 15 septembre 1915.
Une mauvaise entorse provoqua son retrait du front. Il est nommé chevalier de la Légion d'honneur à l'issue de la guerre.

### Le diplomate et l'historien
Il est ensuite envoyé en mission en Grèce de janvier 1916 à octobre 1918, dans l’Armée d’Orient. Ses talents d’organisateur lui valent d’être choisi pour assister les autorités grecques afin de réorganiser le ministère du ravitaillement. À cette occasion, il fréquente le premier ministre Elefthérios Vénizélos.
Pendant ce séjour, il fonde la Revue franco-macédonienne.
Au sortir de la guerre, il est chargé de présenter au sous-secrétaire de la Marine marchande une requête concernant les relations entre la France et Salonique. M. Bouisson qui occupe ce poste est séduit par la clarté et la sûreté de son jugement et parvient à le garder un temps auprès de lui au sein de son cabinet.
À ce titre, il participe aux conférences préliminaires de la paix, à Spa ; il devient délégué à la Commission Économique pour l’élaboration du traité de Versailles. Certains articles du traité de paix sont de sa main.
Puis il quitte la politique pour se consacrer à ses affaires.[source insuffisante]
Politiquement, il souscrit aux thèses de Charles Maurras et adhère l'Action française jusqu'à la fin de sa vie,.

### L'industriel
Son père était propriétaire d'une modeste droguerie lyonnaise (située au 89 boulevard Berthelot à Lyon) et avait fait la connaissance de Charles Hahn qui venait de mettre au point une lotion capillaire. Il créa la société Pétrole Hahn chargée de produire et distribuer les produits de la marque. Se sentant diminué, il demande à Robert de prendre la direction de l'affaire familiale et de la faire fructifier. Celui-ci se révéla être un patron social.

« Entre l'employeur et l'employé, il doit y avoir compréhension, entente. Il ne peut y avoir de bons résultats que si il y a harmonie je dirais même affection entre le chef et ses collaborateurs »

Il se révèle également un patron très efficace. Entre ses mains, la société connut une très forte progression. Il vit alors au 15 boulevard des Belges à Lyon.
Il crée et organise le syndicat de la parfumerie à Lyon, qu'il a présidé.
Il délègue les tâches quotidiennes à des collaborateurs choisis, ce qui lui permet de disposer du temps nécessaire pour voyager à l’étranger.

### Le voyageur
Après son séjour dans l’armée d’Orient, il n’a de cesse de parcourir l’Orient (en fait le Moyen-Orient). Il séjourne en Mésopotamie, Palestine, Syrie, Égypte, Turquie. Il traverse les déserts dans des voitures spécialement équipées, roulant jour et nuit, ou dans le train pour atteindre Mossoul.
Muni de lettres de recommandation, il est accueilli partout : par les émirs locaux, par le roi Fayçal Ier à Bagdad, par les autorités françaises et anglaises. Il décrit ses impressions dans des ouvrages dont, le plus important, Ce que j’ai vu en Orient, synthèse de ses deux séjours de 1923 et 1924, a un retentissement national, notamment dans les milieux politiques et diplomatiques.

### Le mécène
Au cours d’un voyage en Provence en 1920, Robert Laurent-Vibert passe au village de Lourmarin et découvre son château en triste état. Seule la structure est encore debout, tous les aménagements intérieurs et extérieurs sont délabrés et abandonnés. Il décide néanmoins très rapidement de l'acheter et confie sa restauration à Henri Pacon (architecte) et à son ami Charles Martel (artiste peintre avignonnais).
Une fois restauré, le château accueille colloques et manifestations artistiques. Il décide de créer une fondation qui contribuera « modestement mais efficacement à sauvegarder l’Art et la Pensée de la Patrie », inspirée du modèle de la Villa Médicis à Rome qu'il a bien connue lors de ses voyages. Dans ce but, Il lègue par testament (en date du 23 mars 1923) le château et ses collections à l’Académie des Sciences, Agriculture, Art et Belles Lettres d’Aix-en-Provence. Celle-ci créée la Fondation de Lourmarin Laurent-Vibert. Elle est reconnue d’utilité publique par décret le 31 août 1927. Henri Bosco, romancier avignonnais et fidèle compagnon l'aida à monter et gérer la Fondation, il continuera à participer à sa gestion après sa mort.
Chaque été la Fondation accueille en résidence de 8 à 10 jeunes pensionnaires, artistes de diverses disciplines (peintres, sculpteurs, musiciens, chercheurs, écrivains…). Durant leur séjour au château, ils se consacrent à leur art, sans soucis matériels. Les candidats doivent être parrainés par une personnalité artistique ou universitaire, ou par un ancien pensionnaire. Ils doivent être âgés de préférence entre 20 et 35 ans.
L’Académie des Beaux-Arts parraine chaque année quelques lauréats de prix prestigieux. Depuis l’origine, ce sont près de 600 pensionnaires qui ont été ainsi accueillis, certains d’entre eux connaissant une brillante carrière. Par exemple :
- Jean-François Zygel, pianiste, en 1985
- Dominique de Williencourt, violoncelliste, en 1981
- Jean Cardot, sculpteur, en 1963 et 1964
- Jean-Yves Thibaudet, pianiste, en 1980.

Le 19 avril 1925, Robert Laurent-Vibert est victime d'un accident de voiture aux alentours de Givors : un pneu avant de la voiture dans laquelle il rejoint Lyon éclate et les trois passagers sont gravement blessés. Après avoir semblé être sur la voie de la guérison, son état s’aggrave et il meurt le 27 avril 1925 à Lyon à l'âge de 41 ans des suites de ses blessures.
Il est inhumé au cimetière de la Guillotière à Lyon (secteur H8).
Une statue lui est dédiée au Château de Lourmarin et des rues de Lyon et d'Aix-en-Provence portent son nom.

## Publications
Robert Laurent-Vibert est l'auteur des publications suivantes :
| Année | Titre | Editeur                                                                  |
| ----- | --- | ------------------------------------------------------------------------ |
| 1907  | Le Monument romain de Biot, avec Charles Dugas dans Revue des Études Anciennes (p. 48-68)                                                          | Annales de la Faculté des Lettres de Bordeaux et des Universités du Midi |
| 1907  | Inscriptions inédites de Minturnes avec André Piganiol dans Mélanges de l'École française de Rome (p. 495-507)                                     | École française de Rome                                                  |
| 1908  | Les publicains d’Asie en 51 av. J.-C. d’après la correspondance de Cicéron en Cilicie dans Mélanges de l'École française de Rome (p. 171-184)      | École française de Rome                                                  |
| 1908  | Marianum scutum cimbricum dans Mélanges de l'École française de Rome (p. 353-361)                                                                  | École française de Rome                                                  |
| 1909  | Le Palais Farnèse d’après l’inventaire de 1653, avec Pierre Bourdon dans Mélanges de l'École française de Rome (p. 145-198)                        | École française de Rome                                                  |
| 1912  | André Piganiol et Robert Laurent-Vibert, « Recherches archéologiques à Ammaedara (Haïdra) », dans Mélanges d'archéologie et d'histoire (p. 69-229) | École française de Rome                                                  |
| 1921  | Les Affaires et la pensée | Lyon: M. Audin                                                           |
| 1921  | Causeries typographiques : circulaire de la maison des deux collines                                                                               | Lyon: M. Audin                                                           |
| 1922  | Le sophisme de la compétence | Imprimerie des « Terrasses » Lyon                                        |
| 1922  | Le sophisme parlementaire | Les Terrasses de Lourmarin                                               |
| 1923  | Voyages, routiers, pèlerins et corsaires aux Échelles du Levant                                                                                    | Paris: G. Crès                                                           |
| 1923  | L'Orient en mai 1923, notes de voyage | Lyon, M. Audin                                                           |
| 1924  | La Mise en valeur de nos colonies, rapport présenté au Congrès national des conseillers du commerce extérieur                                      | Lyon: M. Audin                                                           |
| 1924  | Ce que j'ai vu en Orient : Mésopotamie, Palestine, Syrie, Égypte, Turquie, notes de voyage, 1923-1924                                              | Paris: G. Crès                                                           |
| 1925  | Les Marques de libraires et d'imprimeurs en France aux XVIIe et XVIIIe siècles                                                                     | Paris: É. Champion                                                       |

## Nécrologie
- La parfumerie moderne, revue scientifique et de défense professionnelle.
- R. Laurent-Vibert par un groupe de ses amis, Lyon, 1926.
- R. Laurent-Vibert. In memoriam, 1971.